# Henry Ayala
Henry Arony Ayala Martínez (Danlí, El Paraíso, Honduras, 5 de octubre de 1996) es un futbolista hondureño. Juega como defensa central y mediocentro defensivo y su actual club es el Platence
F. C. de la Liga Nacional de Honduras.

## Trayectoria

### Lobos UPNFM
Tras su paso por las reservas de Real España, firmó su primer contrato profesional con los Lobos UPNFM de cara al Torneo Apertura 2017. El 12 de agosto de 2017, Salomón Nazar lo convocó por primera vez a un partido de primera división, justamente contra Real España, en un juego que los Lobos ganaron por 2-1, sin embargo, Ayala se quedó en el banco de suplentes los 90 minutos. 

### Juticalpa
El 27 de junio de 2018, Ayala fichó por el Juticalpa. Hizo su debut oficial el 29 de julio de 2018, por la primera jornada del Torneo Apertura 2018, contra Real España, en un encuentro que finalizó con empate de 1-1. El 26 de enero de 2019, en un partido válido por la tercera jornada del Torneo Clausura 2019, frente a Real de Minas y cuyo resultado fue un empate de 3-3, anotó su primer gol como profesional.

### Motagua
El 8 de agosto de 2019, se cerró su transferencia a Motagua, club que adquirió sus derechos deportivos hasta junio de 2020.

### Platense
El 27 de diciembre de 2019, fue cedido al Platense por seis meses. 

## Estadísticas

### Clubes
Actualizado al último partido jugado el 10 de noviembre de 2019.
| Club                                                   | Temporada           | Div.                | Liga  | Liga  | Copas Nacionales(1) | Copas Nacionales(1) | Copas Internacionales(2) | Copas Internacionales(2) | Total | Total |
| Club                                                   | Temporada           | Div.                | Part. | Goles | Part.               | Goles               | Part.                    | Goles                    | Part. | Goles |
| ------------------------------------------------------ | ------------------- | ------------------- | ----- | ----- | ------------------- | ------------------- | ------------------------ | ------------------------ | ----- | ----- |
| Lobos UPNFM Honduras                                   |                     |                     |       |       |                     |                     |                          |                          |       |       |
| 2017-18                                                | 1.ª                 | 0                   | 0     | 0     | 0                   | -                   | -                        | 0                        | 0     |       |
| Total                                                  | Total               | 0                   | 0     | 0     | 0                   | 0                   | 0                        | 0                        | 0     |       |
| Juticalpa Honduras                                     |                     |                     |       |       |                     |                     |                          |                          |       |       |
| 2018-19                                                | 1.ª                 | 18                  | 1     | 0     | 0                   | -                   | -                        | 18                       | 1     |       |
| Total                                                  | Total               | 18                  | 1     | 0     | 0                   | 0                   | 0                        | 18                       | 1     |       |
| Motagua Honduras                                       |                     |                     |       |       |                     |                     |                          |                          |       |       |
| 2019-20                                                | 1.ª                 | 1                   | 0     | 0     | 0                   | 0                   | 0                        | 1                        | 0     |       |
| Total                                                  | Total               | 1                   | 0     | 0     | 0                   | 0                   | 0                        | 1                        | 0     |       |
| Total en su carrera                                    | Total en su carrera | Total en su carrera | 19    | 1     | 0                   | 0                   | 0                        | 0                        | 19    | 1     |
| (1)Incluye Copa de Honduras. (2)Incluye Liga Concacaf. |                     |                     |       |       |                     |                     |                          |                          |       |       |